# Korkåpa

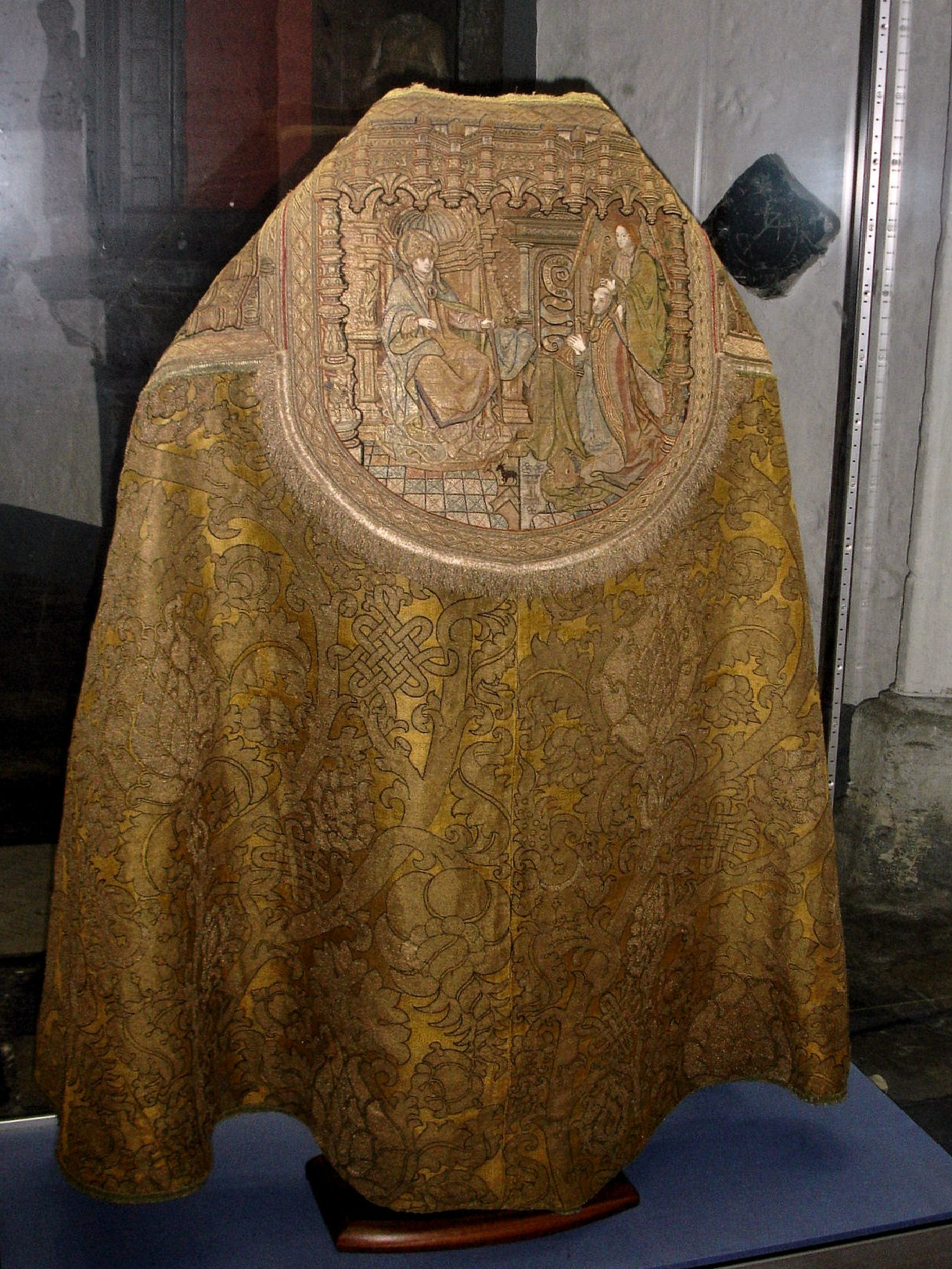
Pluviale från 1400-talet i Sint-Baafs katedral, Gent.

Korkåpa, i äldre texter ibland korkappa (medeltidslatin pluviale, av latinets pluvia, ['plu:via], regn, syftande på regnkappa), är ett liturgiskt plagg. Det är ofta påkostat och ornamenterat. 
Korkåpan utvecklades från just en regnkappa till ett liturgiskt plagg på 1000-talet. Sedan äldre medeltid har den varit ett praktplagg av sammet eller siden, någon gång av enklare material, och ofta rikt broderad över hela ytan. Formen har alltid varit halvcirkelformig. Kåpan knäpps över bröstet med en bred klaff, ofta prydd med dyrbara spännen, ibland av jättedimensioner. Den tidigare kapuschongen, ursprungligen avsedd att dras över huvudet, miste sin funktion och hade på 1200-talet krympt till en liten trekantig lapp kallad clipeus, sköld. Senare blev den åter större och var under medeltidens slut och 1500-talet rikt broderad, ofta med figurbroderi. Skölden avslutas ofta med en hängande kula eller tofs. Längs kåpans raka framkant löper nästan alltid ett brett bräm, ornerat i likhet med skölden. 
Det används såväl inom Romersk-katolska kyrkan som i vissa reformerade traditioner. I Svenska kyrkan har korkåpan efter reformationen mestadels kommit att ses som ett biskopligt plagg, men används nu ibland av vanliga präster tillsammans med alba eller röcklin vid högmässa, högtidliga gudstjänster, dop, begravning och vigsel.